# 太鼓山風力発電所
太鼓山風力発電所（たいこやまふうりょくはつでんしょ、英語：Taikoyama Wind Farm）は、京都府与謝郡伊根町の太鼓山にある発電所。京都府公営企業が設置し、風車3基を擁する風力発電所である。2020年（令和2年）3月には京都府公営企業による運転が終了した。

## 概要
丹後半島の中央部には標高683.1mの太鼓山があり、山域は京都府与謝郡伊根町と京丹後市にまたがっている。太鼓山山頂の北側に太鼓山風力発電所が位置する。オランダ・Lagerway社製の風車が採用されたが、複雑な日本海の風力や落雷による故障などが相次ぎ計画した発電量が得られず、赤字の状態が続いている。
そのため京都府は赤字幅の削減を目的として2011年に一部の風車を撤去する方針を示したが、2012年9月から固定価格買い取り制度の対象となったことにより、今後の売電収入増が期待できるとして6基の存続を決定した。2014年2月から3基で運転を再開している。設備は2021年に設計耐用年限を迎え、京都府の公営企業による事業は終了する。

## 沿革
- 2001年（平成13年）11月 - 竣工。太鼓山風力発電所の運転を開始。
- 2006年（平成18年） - 1機が故障の頻発のため、運転休止。
- 2011年（平成23年）6月 - 京都府の専門家委員会が休止した1基の廃止を提言。
- 2012年（平成24年）1月 - 更に1機が故障の頻発のため、運転休止。
- 2013年（平成25年）3月12日 - 3号機（当時稼働中）のプロペラ部分が落下する事故が発生。
- 2018年（平成30年）3月26日 - 後継の発電事業として株式会社市民風力発電の提案を京都府が採用。
- 2020年（令和2年）3月 - 京都府による運転が終了[1]。
- 2021年（令和3年）7月 - 市民風力発電による太鼓山ウインドファームの建設工事開始予定[1]。

## プロペラ落下事故
2013年（平成25年）3月12日19時30分頃、3号機の発電機付きプロペラ部分（高さ約50m、重さ約45t）が地上に落下する事故が発生した。事故当時無人であり、けが人などはいなかった。破断したのは支柱とプロペラを結合する根元の部分で、事故当時は風速15m程度と設計基準内に収まっており、金属疲労が事故の原因との見方で調査が進められている。

## ギャラリー

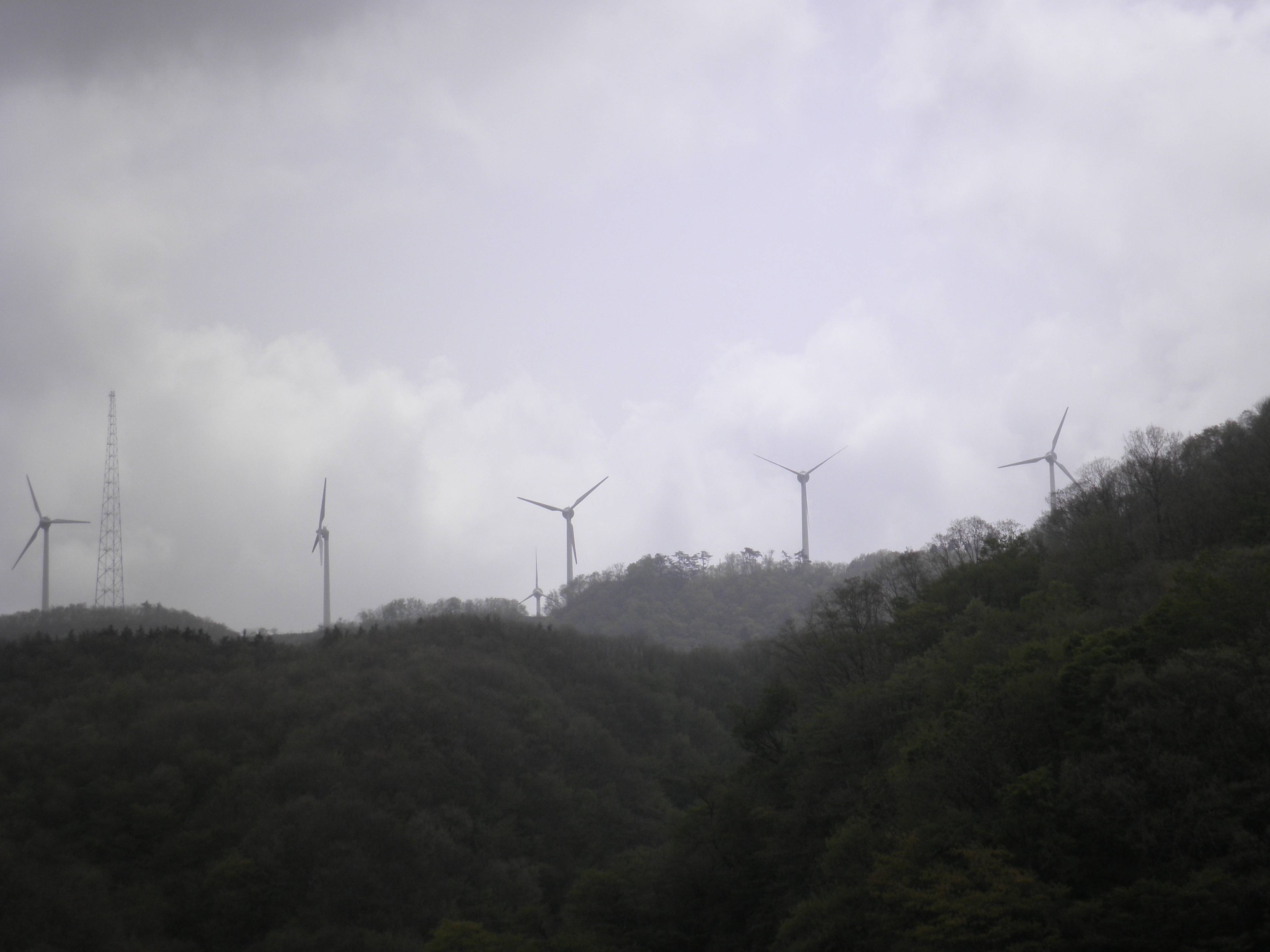
太鼓山の中腹から見た風力発電機（プロペラ落下事故以前の2011年5月）
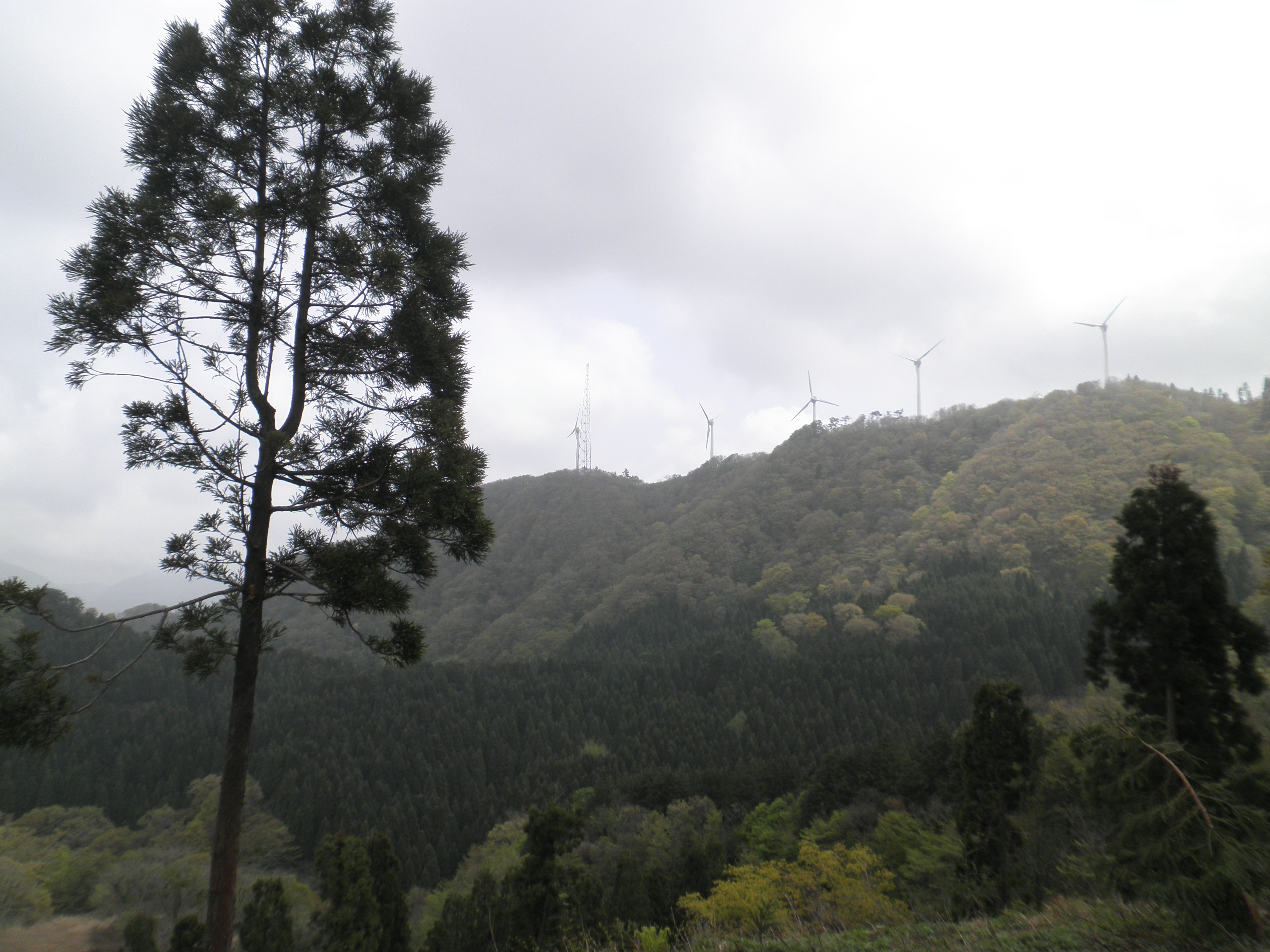
太鼓山の中腹から見た風力発電機（プロペラ落下事故以前の2011年5月）